# Calhoun City
Calhoun City – miasto w Stanach Zjednoczonych, w stanie Missisipi, w hrabstwie Calhoun.